# José Francisco Corrêa da Serra
José Francisco Corrêa da Serra (Serpa, 6 giugno 1750 – Caldas da Rainha, 11 settembre 1823) è stato uno scienziato e diplomatico portoghese.